# Bobby Hutcherson
Bobby Hutcherson (Los Ángeles, 27 de enero de 1941-Montara, California, 15 de agosto de 2016) fue un vibrafonista estadounidense de jazz.
Sucesor de los también vibrafonistas Lionel Hampton (swing) y Milt Jackson (bop), Hutcherson fue el maestro del vibráfono en la era del hard bop. Se hace notar en la década de 1960 tocando un jazz moderno y cerebral que llega a bordear la vanguardia. Junto con Gary Burton, otra figura del vibráfono en esos años, Hutcherson ayudó a modernizar su instrumento redefiniendo lo que se podía hacer con él desde puntos de vista tan diversos como el sonoro, el técnico, el melódico y el emocional. Con el paso del tiempo, Hutcherson se vinculó a un jazz más tradicional.

## Selección discográfica
- 1965: Dialogue (Blue Note)

- 1965: Components (Blue Note)

- 1966: Stick-Up! (Blue Note)

- 1967: Oblique (Blue Note)

- 1970: San Francisco	(Blue Note)

- 1973: Live at Montreux (Blue Note)

- 1975: Montara (Blue Note)

- 1981: Solo/Quartet (Contemporary/OJC)

- 1986: In the Vanguard (32 Jazz)